# District de Woja
Le district de Woja est un kecamatan (division administrative) du kabupaten de Dompu, sur l’île de Sumbawa située dans la province des petites îles de la Sonde occidentales en Indonésie.